# Groń (Grodzisko)
Groń (ok. 600 m n.p.m.), Grodzisko lub Kumorkowy Groń – niski, wznoszący się tuż nad Przełęczą Ślemieńska szczyt Pasma Pewelskiego, które w regionalizacji fizycznogeograficznej Polski według Jerzego Kondrackiego zaliczane jest do Beskidu Makowskiego, w nowszej regionalizacji z 2018 roku do Pasm Pewelsko-Krzeszowskich.
Groń ma dwa wierzchołki, niższy znajduje się w granicach wsi Pewel Ślemieńska, nieco wyższy w Gilowicach (obydwie miejscowości w województwie śląskim, w powiecie żywieckim). Jest całkowicie porośnięty lasem. W północnym kierunku od wyższego wierzchołka ciągnie się długi grzbiet z wzniesieniem Jasnej Górki, na stokach której jest Sanktuarium Jasna Górka.
Na mapie Geoportalu szczyt ma nazwę Groń. Słowo „groń” (w języku słowackim „grúň”), jest pochodzenia wołoskiego, jest często używane w Karpatach i oznacza stromy brzeg nad rzeką lub potokiem lub grzbiet między dwoma strumieniami. Przez miejscową ludność Groń nazywany jest Grodziskiem, gdyż na jego szczycie znajduje się usypany z kamieni owalny wał o wymiarach 36 × 26 m. Podczas badań sondażowych archeolodzy nie znaleźli jednak żadnych śladów pobytu w tym miejscu ludzi w dawnych czasach.

## Turystyka
Grzbietem przez Groń prowadzi niebieski szlak turystyczny. Dzięki częściowo otwartym terenom rozciągają się z niego szerokie panoramy widokowe.
 Przełęcz Ślemieńska – Groń – Ostry Groń – Barutka – Przełęcz Rychwałdzka.